# 何文壽
何文壽（1943年—），新北市萬里區人，美國華裔科学家，美國國家工程院院士，中央研究院院士。

## 学历
- 1956年台北縣萬里鄉萬里國校畢業，參加基隆市首次初中聯招，以榜首進入臺灣省立基隆中學初中部。
- 1959年免試直升臺灣省立基隆中學高中部。
- 1962年臺灣省立基隆中學畢業 [2]
- 1962年全國大學聯考丙組第一名，依第一志願進入台灣大學森林系。
- 1963年轉入台灣大學化工系。
- 1966年台湾大学化工系畢業
- 1971年伊利诺伊大学厄巴纳-香槟分校博士

## 经历
- 1972年任伊利諾大學副教授
- 1977年升任伊利諾大學教授
- 1985年任艾克森石油公司研發部主任
- 1999年自艾克森石油公司退休
- 1999年任肯塔基大學化工系教授
- 2002年應聘於俄亥俄州立大學

現任俄亥俄州立大學化學工程學系教授

## 獎項與榮譽
- 2002年獲選為美國國家工程院院士。[3]
- 2009年獲選為美國化學工程師學會會士。[3]
- 2014年獲選為第30屆中央研究院院士（工程科學組）。[4]